# Acacia hastulata
Acacia hastulata é uma espécie de leguminosa do gênero Acacia, pertencente à família Fabaceae.